# Skuruparken

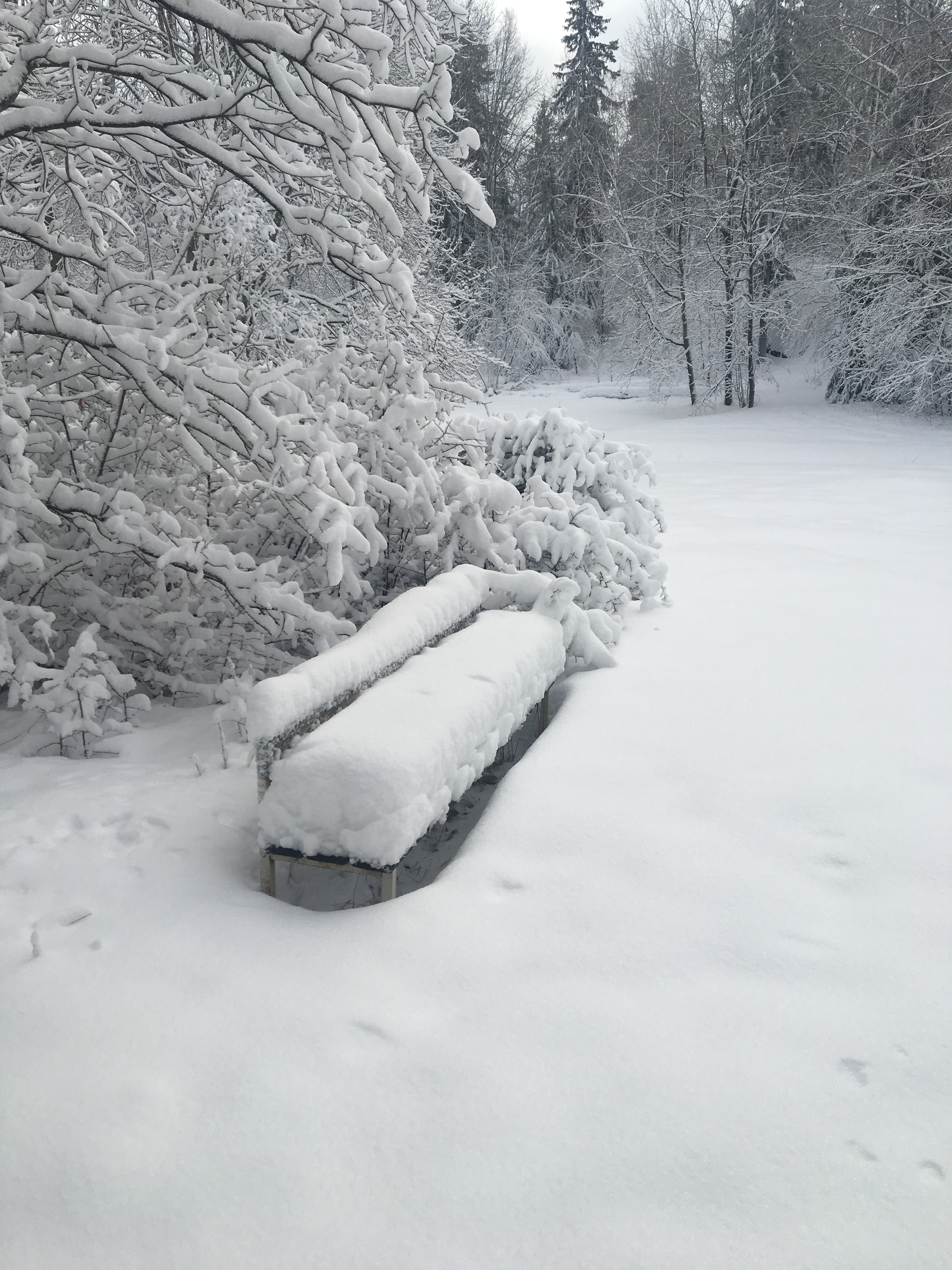
Kalles äng i vinterskrud

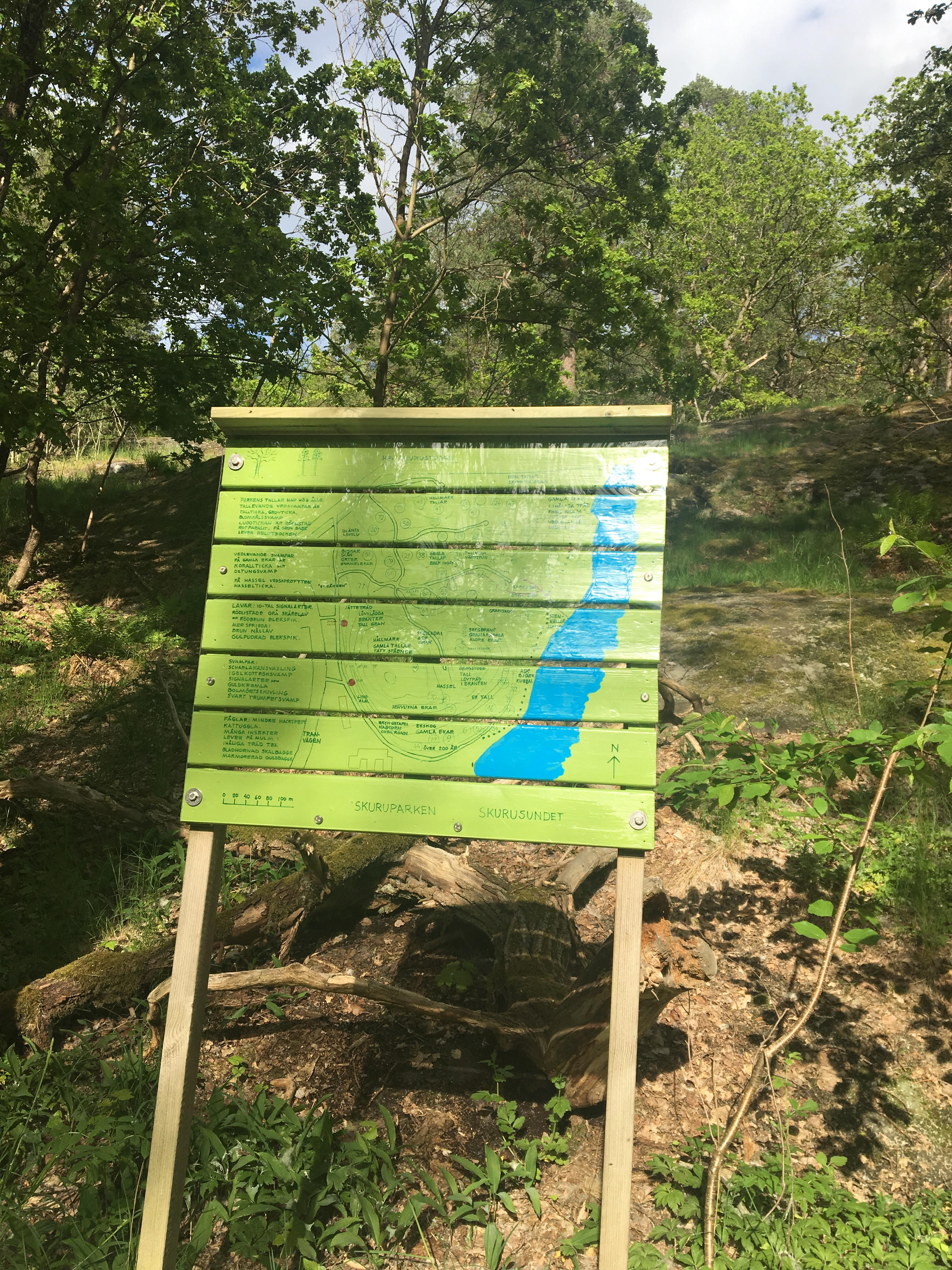
Orienteringstavla Skuruparken, uppsatt av Stugägarföreningen

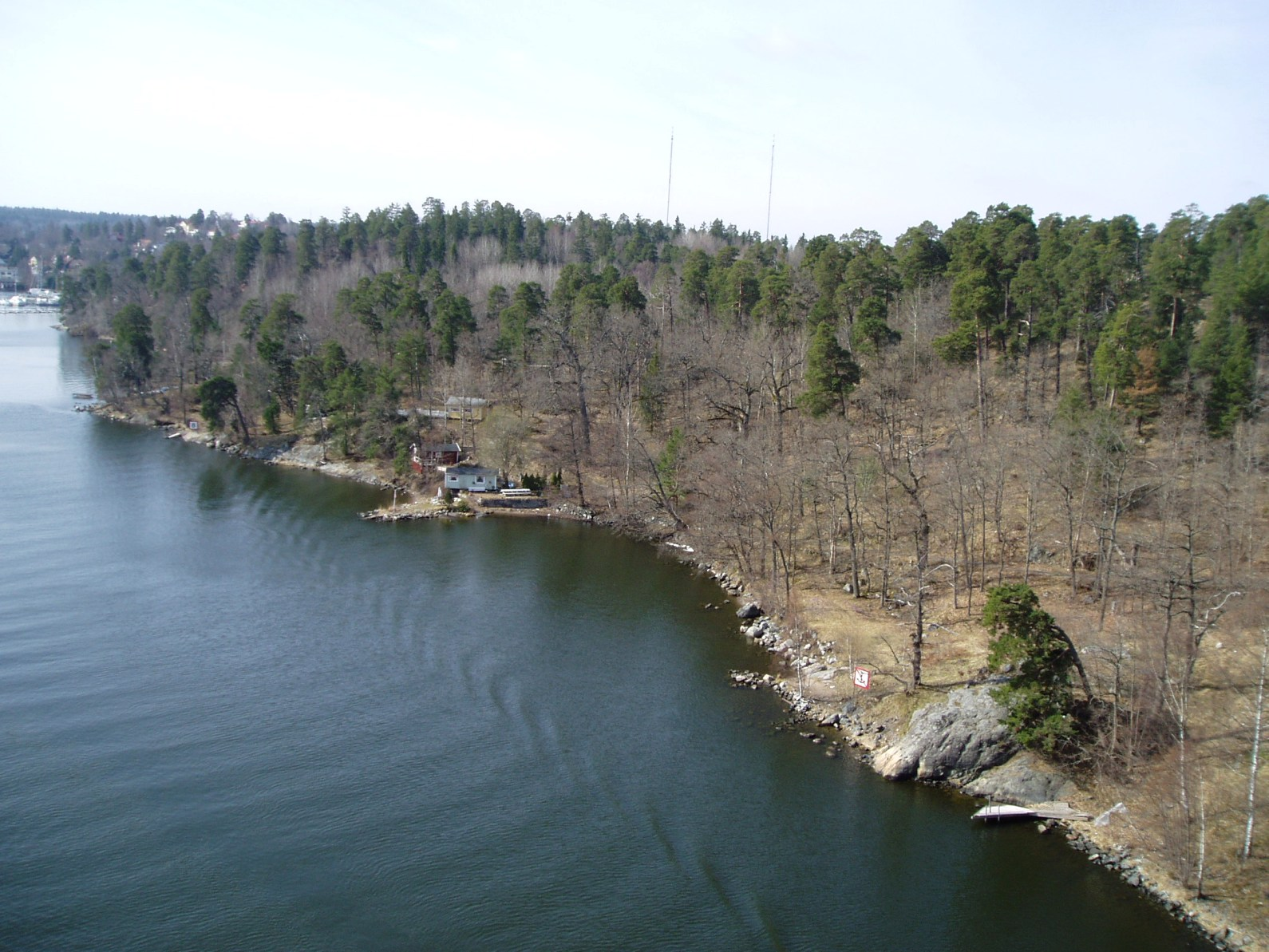
Skuruparken, vy från Skurubron.

Skuruparken är ett grönområde i Skuru i Nacka kommun, väster om Skurusundet och söder om Skurubron.

## Historia
Gården Skuru ägdes i slutet av 1700-talet av kaptenen vid fortifikationen Carl Råbergh (senare adlad Mannerskantz). Denne planerade 1789–1791 att anlägga en liten engelsk park på sin egendom. Till hjälp med utformningen hade han trädgårdsarkitekten Fredrik Magnus Piper. 
Söder om huvudbyggnaden utbredde sig ett öppet parkrum omgivet av promenadvägar och trädbevuxna kullar. På höjden mitt emot huvudbyggnaden uppfördes eventuellt en liten byggnad som alkov i kinesisk stil efter ritningar av Piper. På en annan höjd kan även ett lusthus som kallades ”Rundtemplet” ha uppförts. Och på en höjd med utsikt över Skurusundet byggdes den paviljong som kom att kallas ”Borgen” eller ”Skuruborg”.
Söder om detta parkområde utbredde sig ett ännu större område natur med promenadvägar och välplacerade utsiktsplatser. Området kallades "Skuru promenader" och hörde till de mer omtyckta utflyktsmålen för ”bättre” stockholmare vid sekelskiftet 1800. En av parkens attraktioner ska ha varit en bäck som givits en dramatisk dragning med forsar, fall och däremellan lugna krökar omgivna av skuggande träd. Bäcken i Skuruparken finns avbildad i en lavering - "Cascaderna" - från 1790-talet av Jonas Carl Linnerhielm. Det är detta område söder om Skurubron som idag utgör Skuruparken.
Under 1800-talet blev det område som idag utgör Skuruparken uppodlat. Det är oklart när exakt detta skedde men troligtvis var det under Robert Cederskiölds ägande (1824–1865). Som mest var området uppodlat med 23 åkrar och på den äng som än idag finns kvar under namnet "Kalles äng" fanns inte mindre än 11 av dessa. Förutom åkrarna var Skuruparken en enda stor beteshage med åkrarna noga skyddade mot betesdjuren av stängsel.
1905 köptes Skuru gård samt Skuruparken av Stockholms sjukhem. Planer fanns att uppföra byggnader för vård av 500 patienter. Dessa planer var dock alltför kostsamma för Stockholms sjukhem så man valde ett enklare och billigare alternativ. Man byggde helt sonika om Skuru gårds huvudbyggnad till en filial till sjukhemmet med plats för inte ens 30 patienter.
Stockholms sjukhem sålde 1923 sitt sjukhem men behöll nuvarande Skuruparken som en kapitalplacering. I väntan på att exploatera området upplät man det till friluftsliv i form av bland annat camping. Ett livligt campingliv växte under denna tid fram, eventuellt började detta redan tidigare. Till en början tältades det enbart och ett hundratal hyrde tältplats för hela sommaren medan ytterligare hundratals kunde tillkomma under helgerna.
Så småningom började små stugor att byggas, inte större än de tält som de ersatte. Detta kan sägas vara början på den Skuruparken som vi känner idag. Populärt vid denna tid var en enkel stuga i masonit med gångjärn som gjorde det möjligt att under vintern enkelt vika ihop stugorna för vinterförvaring. Men många valde dock att bygga sina egna permanenta stugor vilket har gett Skuruparken dess idag unika utseende. Till en början var även dessa permanenta stugor ofta byggda av masonit men även andra byggmaterial användes, vilket även är fallet med dagens stugor, av vilka många har anor från 1940- och 1950-talen.
Hur många permanenta stugor det har funnits som mest i parken är svårt att få en exakt uppfattning om. Men 1948 ansöktes det i alla fall om tillfälligt bygglov för inte mindre än 91 stugor och det finns skäl att tro att det kan ha varit fler än så några år tidigare. Av dessa stugor finns idag bara lite drygt 60 kvar.
I början av 2000-talet ville JM som köpt marken av Stockholms sjukhem bygga bostäder i parken. Det var inte första gången som sådana planer lagts fram men den här gången reagerade både stugägare och omkringboende och startade en kampanj för att stoppa byggplanerna. Detta lyckades och ledde även till att kommunen inledde ett arbete med att inrätta ett naturreservat. Efter två överklagade beslut om att bilda ett naturreservat beslutade så kommunfullmäktige den 18 maj 2020 att lägga ner dessa planer. Man beslutade dock också följande:
- Kommunfullmäktige beslutar att det i aktualitetsprövningen av översiktsplan ska göras tydligt att Skuruparken ska vara ett grönområde.
- Kommunfullmäktige uttalar att Skuruparken inte ska detaljplaneläggas för bebyggelse utan ska förbli ett grönområde.

Så i alla fall för tillfället ser det ut som att Skuruparken får fortsätta att vara den magiska plats den utvecklats till genom åren.